# Katedrála v Oslu
Katedrála v Oslu, norsky Oslo domkirke, oficiálně Kostel našeho spasitele, norsky Vår Frelsers kirke, je barokní kostel v norském hlavním městě Oslo, na náměstí Stortorvet. Chrám užívá protestantská Norská církev, sídlí v něm její biskup z Osla. Postaven byl v letech 1694–1697. Kostel pravděpodobně navrhl Jørgen Wiggers. Norská královská rodina i norská vláda užívá kostel ke slavnostním událostem. Katedrála byla přestavěna v letech 1848–1850 architekty Alexisem de Chateauneufem, Heinrichem Ernstem Schirmerem a Wilhelmem von Hanno. V letech 1910–1916 byly instalovány vitráže z dílny Emanuela Vigelanda. V roce 1950 proběhla rozsáhlá rekonstrukce pod vedením architekta Arnsteina Arneberga, mj. autora radnice v Oslu. Ten se snažil odstranit novogotické nánosy 19. století (zejm. vnitřní vybavení), a co nejvíce katedrálu navrátit do původního stavu.